# Incident du RQ-170 entre l'Iran et les États-Unis

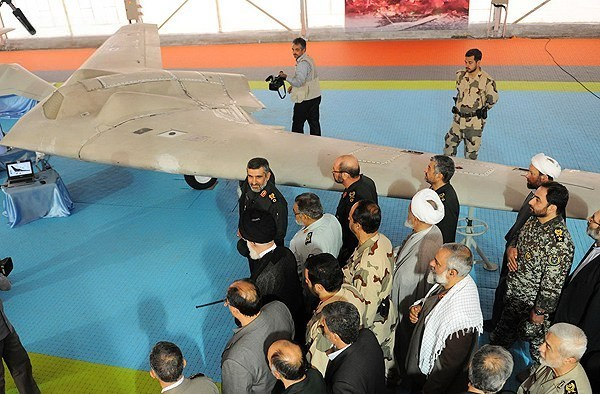
RQ-170 en Iran

Le 5 décembre 2011, un drone américain Lockheed Martin RQ-170 Sentinel a été capturé par les forces iraniennes près de la ville de Kachmar, dans le nord-est de l'Iran. Le gouvernement iranien a annoncé que le drone avait été piraté par son unité de cyberguerre qui l'avait reprogrammé et l'avait fait atterrir en toute sécurité, après que des rapports initiaux provenant de sources d'information occidentales auraient contesté qu'il avait été "abattu". Le gouvernement des États-Unis a initialement nié ces affirmations, mais plus tard le président Obama a reconnu que l'avion capturé était un drone américain,. L'Iran a porté une plainte à l'ONU pour violation de son espace aérien. Obama a demandé à l'Iran de rendre le drone. L'Iran a produit des drones basés sur le RQ-170 capturé, le HESA Shahed 171 Simorgh et le HESA Saegheh-2.

## Capture du drone

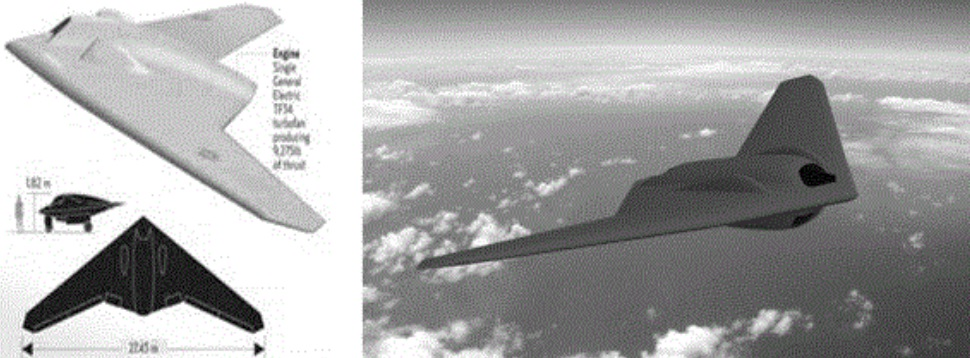
Images du RQ-170 Sentinel extraites d'un manuel de reconnaissance de l'armée américaine

Le gouvernement iranien a annoncé que l'avion avait été abattu par son unité de cyberguerre stationnée près de Kachmar,, et « abattu avec un minimum de dommages » À la télévision Iranienne, des militaires iraniens ont déclaré que l'avion avait été détecté dans l'espace aérien iranien à environ 225 km de la frontière avec l'Afghanistan[pas clair].
Le gouvernement des États-Unis a initialement affirmé que ses forces en Afghanistan avaient perdu le contrôle d'un drone le 4 décembre 2011 et qu'il était possible que ce véhicule se soit écrasé près de Kachmar. Selon des responsables américains non identifiés, un drone américain exploité par la Central Intelligence Agency volait du côté afghan de la frontière entre l'Afghanistan et l'Iran lorsque ses opérateurs ont perdu le contrôle du véhicule,. Il a été rapporté que « des responsables étrangers et des experts américains qui ont été informés de l'effort » ont déclaré que le drone écrasé participait à la surveillance de routine des installations nucléaires iraniennes à l'intérieur de l'espace aérien iranien.
Le drone semblait être en grande partie intact, à l'exception d'éventuels dommages mineurs visibles sur son aile gauche. Dan Goure, analyste au Lexington Institute, a déclaré que la cellule en grande partie intacte excluait la possibilité d'un dysfonctionnement du moteur ou de la navigation : « Soit c'était un système d'attaque de guerre cybernétique / électronique qui a fait tomber le drone, soit c'était un problème dans le système commande-et-contrôle ». Au moins une source américaine a admis que l'Iran aurait pu interrompre la liaison de données et la faire atterrir en douceur. Certains responsables américains ont déclaré que le drone s'était brisé en trois morceaux lors de l'impact. Ils ont affirmé qu'il avait été remonté à des fins d'affichage et qu'il avait été peint par l'Iran pour cacher les dégâts.
Le département de la Défense des États-Unis publié une déclaration reconnaissant qu'il avait perdu le contrôle d'un drone au cours de la semaine précédente, affirmant qu'il « effectuait une mission au-dessus de l'ouest de l'Afghanistan » lorsque le contrôle a été perdu. La déclaration n'a pas précisé le modèle de l'appareil. Le gouvernement américain a également déclaré qu'il enquêtait toujours sur la cause de la perte.
Un article de Christian Science Monitor relate l'affirmation d'un ingénieur iranien selon laquelle le drone a été capturé en brouillant à la fois des signaux de contrôle satellites et terrestres dans le drone, suivi d'une attaque d'usurpation GPS qui a alimenté le drone en fausses données GPS pour le faire atterrir en Iran à ce que le drone pensait être sa base d'attache en Afghanistan. Stephen Trimble de Flight Global suppose que le guidage par drone aurait pu être ciblé par le système de brouillage radar et de déception 1L222 Avtobaza fourni à l'Iran par la Russie. Dans une interview accordée à Nova, le lieutenant-général à la retraite américain David Deptula a également déclaré : « Il y avait un problème avec l'appareil et il a atterri dans une zone où il n'était pas censé atterrir »,.
Les ingénieurs aéronautiques américains contestent cela, soulignant que, comme c'est le cas avec le MQ-1 Predator, le MQ-9 Reaper et le Tomahawk, « le GPS n'est pas le principal capteur de navigation du RQ-170... Le véhicule reçoit ses ordres de trajectoire de vol d'un système de navigation inertielle ». La navigation inertielle continue d'être utilisée sur les avions militaires malgré l'avènement du GPS car le brouillage et l'usurpation de signal GPS sont des opérations relativement simples.

## Reconnaissance des États-Unis
Le 5 décembre 2011, des sources militaires américaines ont confirmé que les restes d'un RQ-170 avaient été capturés par les forces iraniennes. Les médias ont indiqué que divers responsables américains ont refusé de confirmer si le drone dans la vidéo diffusée par la télévision publique iranienne était authentique ou non. Le 8 décembre 2011, un haut responsable américain, s'exprimant sous couvert d'anonymat, a déclaré au Washington Post que les États-Unis ne pouvaient pas être certains que le drone montré était réel parce que les États-Unis n'y avaient pas accès, mais a également déclaré que « nous n'avons aucune indication qu'il a été abattu par des tirs hostiles ». Un deuxième haut responsable militaire américain a déclaré qu'une question majeure était de savoir comment le drone aurait pu rester « pratiquement intact », compte tenu de la haute altitude à partir de laquelle il se serait écrasé. Le 8 décembre 2011, le capitaine de l'US Navy John Kirby, porte-parole du Pentagone, a déclaré que des analystes du Pentagone examinaient la vidéo. Kirby et son porte-parole, George Little, n'ont pas souhaité commenter si l'armée américaine pensait que le drone était celui qui avait disparu, tous deux ont déclaré que le drone manquant n'avait pas été récupéré. Plus tard dans la journée, CBS a rapporté que les responsables américains avaient confirmé en privé l'authenticité du drone montrée par les Iraniens.
Le 6 décembre 2011, les responsables américains ont reconnu qu'un drone s'était écrasé dans ou près de l'espace aérien iranien et qu'il appartenait à la CIA et non à la FIAS, comme cela avait été dit précédemment. Les responsables américains n'ont pas déclaré que le drone diffusé à la télévision iranienne était en fait un véritable RQ-170 (qui est connu du public depuis 2009) bien qu'un ancien responsable américain ait confirmé que le drone diffusé sur les médias publics iraniens était un RQ-170 américain, utilisé pour la surveillance des installations nucléaires de Téhéran.

## Plainte au Conseil de sécurité des Nations Unies
Le 9 décembre 2011, l'Iran a déposé une plainte officielle auprès du Conseil de sécurité des Nations unies concernant la violation par le drone de son espace aérien. L'ambassadeur de l'Iran auprès de l'ONU a déclaré dans la lettre que « mon gouvernement souligne que cette violation flagrante et non provoquée de l'espace aérien par le gouvernement des États-Unis équivaut à un acte d'hostilité contre la République islamique d'Iran en violation manifeste du droit international, en particulier des principes fondamentaux de la Charte des Nations unies ».

## Demande de retour
Le 12 décembre 2011, l'administration américaine a demandé à l'Iran de restituer le drone américain capturé. La veille, le 11 décembre, le général Salami a déclaré « qu'aucune nation n'accueille les drones espions d'autres pays sur son territoire, et personne ne renvoie l'équipement d'espionnage et ses informations dans le pays d'origine ». Le 13 décembre 2011, le ministre iranien de la Défense a rejeté la demande et déclaré : « Au lieu de s'excuser auprès de la nation iranienne, il demande impudemment le retour du drone ». Et le porte-parole du ministère des Affaires étrangères de l'Iran, Mehmanparast, a déclaré « qu'il semble qu'il [Obama] ait oublié que l'espace aérien de l'Iran a été violé, que des opérations d'espionnage ont été entreprises, que les lois internationales ont été violées et que les affaires intérieures de l'Iran ont été perturbées… . Au lieu de s'excuser officiellement et d'admettre cette violation, ils font cette demande ».
L'ancien vice-président américain Dick Cheney a critiqué les décisions d'Obama sur le drone, affirmant qu'après la chute de l'appareil, le président aurait dû ordonner une frappe aérienne en Iran : « La bonne réponse à cela aurait été d'intervenir immédiatement après son atterrissage et le détruire. Vous pouvez le faire depuis les airs... et, en fait, il leur est impossible de bénéficier de la capture de ce drone. » Au lieu de cela, « il leur a gentiment demandé de le retourner, et ils ne le feront pas ».
Le 17 janvier 2012, une société iranienne a annoncé qu'elle enverrait au président Obama des versions jouet miniatures et roses du drone capturé en réponse à la demande de renvoi du drone.

## Rétro-ingénierie du drone
Le 10 décembre 2011, l'Iran a annoncé son intention de procéder à une ingénierie inverse sur l'avion furtif RQ-170 Sentinel capturé. En avril 2012, le Corps des Gardiens de la révolution islamique a affirmé avoir réussi à extraire l'intégralité des données collectées par le drone et est actuellement en train de construire une réplique de l'appareil. L'Iran a affirmé avoir été approché par des pays, dont la Chine et la Russie, à la recherche d'informations sur le drone. Bien que les responsables américains se soient inquiétés de la possibilité que la Chine ou la Russie reçoivent la technologie du drone, ils ont mis en doute la possibilité pour l'Iran de reproduire la technologie de l'avion, ainsi que la quantité de données de renseignement disponibles, en raison des précautions prises pour les drones défectueux.
En mai 2014, la télévision d'État iranienne a diffusé ce qui était censé être un RQ-170 rétro-conçu. Des sources familières avec la conception du RQ-170 disent que le RQ-170 iranien est simplement une maquette statique plutôt qu'un appareil pilotable. En novembre 2014, l'Iran a déclaré avoir effectué avec succès un vol d'essai du Shahed 171 Simorgh, basé sur l'ingénierie inverse du RQ-170.
L'agence de presse semi-officielle d'Iran Tasnim a rapporté en septembre 2016 qu'un drone nommé Sa'egheh, d'apparence similaire au RQ-170 Sentinel, avait été construit. Il aurait été capable de transporter quatre bombes à guidage de précision ; la portée n'a pas été indiquée.
L'armée israélienne a abattu un drone Sa'egheh lors de l'incident Israël-Syrie de février 2018. Les médias israéliens ont rapporté que la conception du drone était en effet largement basée sur le RQ-170, le général de brigade de l'IAF Tomer Bar a déclaré que le drone était assez avancé et émulait la technologie occidentale.

## Images décodées obtenues à partir d'un drone américain capturé
Le 7 février 2013, l'Iran a publié des images vidéo prétendument de l'avion furtif RQ-170. Ils affirment que les images montrent le drone entrant pour un atterrissage à la base de Kandahar. Le commandant de la division aérospatiale du Corps des gardiens de la révolution islamique (CGRI), le général de brigade Amir-Ali Hajizadeh, a déclaré en février que toutes les données sur le drone abattu étaient « entièrement décodées »,.